# 齋藤薫 (TBS)
齋藤 薫（さいとう かおる、1955年 - ）は、日音フェロー。

## 来歴
- 東京都出身。慶應義塾大学経済学部卒。1977年4月、TBS入社。
- テレビ制作部にて主に音楽番組やバラエティー番組の制作を担当。1983年にラジオ制作部に配属するも3年後に再びテレビ制作部に配属。ザ・ベストテンのディレクターなどを担当した後、王様のブランチのプロデューサーとして立ち上げに参加。日本レコード大賞、日本有線大賞の演出やプロデューサーとして長く携わる。TBSエンタテインメント制作6部長およびTBSラジオ編成局長、TBSテレビ映像事業部長（担当分野は映画、DVD、アニメ）を歴任。
- 2005年7月からTBSテレビ編成制作局アナウンス部長、2011年7月から編成制作局制作センター担当局次長に就任した。後任のアナウンス部長は本多由幸（情報制作局情報二部長）。
- 2012年2月15日付で番組審議会事務局担当局次長に就任。
- 2013年6月1日付で経営企画室担当局次長・日音出向[1]、同年6月20日付で日音取締役（メディア所管）に就任。[2]。その後、同社フェロー。

## 担当した番組
- クイズ列車出発進行
- アップルシティ500
- 加トちゃんケンちゃんごきげんテレビ
- ザ・ベストテン
- キラリ・熱熱CLUB
- M・NAVI
- アッコのかるーく見てみたい
- 王様のブランチ
- 日本レコード大賞
- 東京音楽祭
- 日本有線大賞

など